# Огублений голосний середнього ряду високого підняття
Огублений голосний середнього ряду високого піднесення (англ. Close central rounded vowe) — один з голосних звуків, вісімнадцятий з основних голосних звуків.
Інколи називається огубленим середнім високим голосним.
- У Міжнародному фонетичному алфавіті позначається як [ʉ].
- У Розширеному фонетичному алфавіті SAM позначається як [}].

## Приклади
- Норвезька мова: hus [hʉːs] （дім）.